# The Virgin Suicides
The Virgin Suicides is een Amerikaanse dramafilm uit 1999, geschreven en geregisseerd door Sofia Coppola. Zij baseerde het fictieve verhaal op een roman van Jeffrey Eugenides en verdiende hiermee een nominatie voor een Empire Award in de categorie 'beste debuut'.
Coppola verwachtte oorspronkelijk niet dat ze deze film zou kunnen maken, omdat iemand anders de rechten had gekocht en er al meerdere mensen mee bezig waren. Aangemoedigd door haar vader (Francis Ford Coppola) zette ze het project toch door, omdat het volgens hem hoe dan ook een goede oefening zou zijn. Air produceerde de muziek voor de film.

## Verhaal
Een groep buurjongens, in de jaren 70 van de 20e eeuw opgegroeid in suburban Michigan, vertelt het verhaal over de voor hun slaapstadje zowel fascinerende als verontrustende, maar vooral volkomen onbegrijpelijke zelfmoorden van vijf van hun toenmalige buurmeisjes, de gezusters Lisbon.

## Rolverdeling
| Acteur             | Personage                  |
| ------------------ | -------------------------- |
| James Woods        | Ronald Lisbon              |
| Kathleen Turner    | Sara Lisbon                |
| Kirsten Dunst      | Lux Lisbon                 |
| Josh Hartnett      | Trip Fontaine (tiener)     |
| Michael Paré       | Trip Fontaine (volwassene) |
| A.J. Cook          | Mary Lisbon                |
| Hanna R. Hall      | Cecilia Lisbon             |
| Leslie Hayman      | Therese Lisbon             |
| Chelse Swain       | Bonnie Lisbon              |
| Scott Glenn        | Pastoor Moody              |
| Danny DeVito       | Dr. E.M. Horniker          |
| Anthony DeSimone   | Chase Buell                |
| Lee Kagan          | David Barker               |
| Robert Schwartzman | Paul Baldino               |
| Noah Shebib        | Parkie Denton              |
| Jonathan Tucker    | Tim Winer                  |
| Hayden Christensen | Joe Hill Conley            |
| Giovanni Ribisi    | Verteller                  |